# Xallas
Xallas egy comarca (járás) Spanyolország Galicia autonóm közösségében, A Coruña tartományban. Székhelye Santa Comba.

## Települések
A székhely félkövérrel szerepel. 
- Mazaricos
- Santa Comba